# Полая Земля
Полая Земля — совокупность псевдонаучных и эзотерических идей о существовании внутри Земли обширной полости или полостей, размеры которых сравнимы с размерами самой Земли. Некоторые варианты гипотезы утверждают наличие там воды, атмосферного слоя, изнутри покрывающего внутреннюю поверхность, и обширной полости с безвоздушным пространством по центру сферы, в котором светит маленькая внутренняя звезда. По мнению авторов гипотезы, такой мир может быть населённым некими формами жизни. Идея полой Земли множество раз использовалась в художественной фантастике.
Современные сторонники гипотезы полой Земли ссылаются на то, что человечество не делало скважин с глубиной более 12 километров и, следовательно, не может знать о том, что находится на большей глубине. Для людей, не знакомых с основными принципами и результатами звуковой локации планеты Земля, сейсмологией и теорией гравитации, таких аргументов оказывается достаточно, чтобы укрепить веру в полую Землю. Научные данные, независимо получаемые в геофизике, геодезии, астрономии и химии, причем ещё в XIX веке (а частично — в XVIII веке), полностью опровергают указанные гипотезы.

## История представлений

### В мифологии и религии
В древние времена идея подземного мира казалась вполне разумной, что отражается в концепциях таких мест, как Аид у греков, Свартальфахейм у скандинавских народов, христианский ад.

### XVII—XVIII века
Рене Декарт в трактате «Первоначала философии» (1644) описал образование Земли из светила, подобного Солнцу, но меньшего в размерах:
Предположим, что Земля, где мы обитаем, некогда была светилом, составленным из одной только материи первого элемента, занимавшей центр одного из четырнадцати вихрей, заключённых в пространстве, которое мы именуем первым небом. Стало быть, она ничем не отличалась от Солнца, разве лишь тем, что была меньше его. Предположим, далее, что менее тонкие части её материи, мало-помалу соединяясь одна с другой, скопились на её поверхности и образовали там облака или иные, более плотные и тёмные тела, подобные пятнам, какие мы видим постоянно возникающими и исчезающими на поверхности Солнца; что эти тёмные тела, рассеявшись вскоре после своего образования, оставили некоторые части, которые, будучи грубее частиц первых двух элементов и имея форму третьего, в беспорядке скопились вокруг этой Земли и, окружив её со всех сторон, образовали тело, почти сходное с воздухом, которым мы дышим, и что, наконец, после того как этот воздух стал значительно плотнее, тёмные пятна, продолжавшие возникать вокруг Земли, не могли более с прежней легкостью разрушаться и, таким образом, мало-помалу застлали её и затемнили, причём многие из них, быть может, даже наслоились друг на друга, настолько уменьшив тем самым силу вихря, что он был полностью уничтожен, а Земля вместе с воздухом и окружавшими её темными телами опустилась по направлению к Солнцу до того места, где находится в настоящее время.
Эдмунд Галлей в 1692 году отстаивал идею о том, что Земля состоит из оболочки примерно в 500 миль (800 км), двух внутренних концентрических оболочек и центрального ядра с диаметрами, соответствующими Венере, Марсу и Меркурию. Оболочки разделены атмосферами, и у каждой оболочки есть свои магнитные полюса. Сферы вращаются с разной скоростью. Галлей предложил эту схему в качестве объяснения аномальному поведению компаса. Он представлял внутреннюю атмосферу светящейся (и, возможно, обитаемой) и предполагал, что утечка внутренней люминесцентной атмосферы и есть причина северного сияния.
Де Камп и Лей утверждают (в Lands Beyond), что Леонард Эйлер также предлагал идею полой Земли, избавившись от множества оболочек и постулируя внутреннее солнце в 1000 км (620 миль) в поперечнике, дающее свет передовым цивилизациям внутренней Земли, но авторы не дают никаких ссылок. В реальности Эйлер не предполагал Землю полой, но имел место немного связанный с этим мысленный эксперимент.
Де Камп и Лей также утверждают, что сэр Джон Лесли расширил идею Эйлера, предложив два центральных солнца по имени Плутон и Прозерпина (это не было связано с планетой Плутон, которая была открыта и названа столетием спустя). Лесли действительно предложил полую Землю в «Элементах естественной философии» 1829 года (стр. 449—53), но не упоминает внутренние солнца. Жюль Верн ссылается на теорию Плутона-Прозерпины, которую он приписывает «английскому капитану» в «Путешествии к центру Земли» (1864).
Ле Клерк Милфорт в 1781 году вместе с сотнями индейцев крики отправился в серию пещер возле Ред-Ривер над слиянием реки Миссисипи. Согласно Милфорту, первоначальные предки индейцев Крики, как полагают, вышли на поверхность Земли в древние времена из пещер. Милфорт также утверждал, что пещеры, которые они видели, «могут легко вместить 15 000-20 000 семей».
Подземный континент «Протокосм» (Protocosme), дрейфующий по внутренней поверхности планеты, описал в своём франкоязычном утопическом романе Джакомо Казанова «Икозамерон, или История Эдуарда и Елизаветы, которые провели восемьдесят один год у Мегамикров, исконных обитателей Протокосма внутри нашей планеты, переведено с английского Жаком Казановой де Сенгальтом, доктором из Венеции, библиотекарем господина графа Вальдштейна, владельца замка Дукс» (1788). Книга не имела успеха у публики и поэтому не смогла оказать влияния на позднейшие литературные произведения, где ведётся речь о подземном мире.
Существует эзотерическая гипотеза, согласно которой Рукопись Войнича — алхимический трактат об устройстве полой Земли, находящейся в иной размерности, а также о её обитателях.

### XIX век
В 1818 году Джон Кливз Симмс-младший предположил, что Земля состоит из полой оболочки толщиной в 800 миль (1300 км), с отверстиями в 1400 миль (2300 км) в диаметре на обоих полюсах с четырьмя внутренними оболочками, каждая из которых открывается на полюсе. 15 апреля 1818 года он разослал конгрессменам, ректорам университетов и некоторым известным учёным письмо следующего содержания: 
Всему миру.
Я объявляю, что Земля полая и обитаема изнутри. Она состоит из нескольких твёрдых концентрических сфер, помещённых одна в другую, и имеет у полюсов отверстия от 12 до 16°. Берусь доказать истинность сего высказывания и готов исследовать внутренность Земли, если мне помогут в этом предприятии.
Клив Симс,
бывший капитан от инфантерии.
Позднее, в 1826 году, Симмс изложил свои идеи в книге и стал одним из наиболее известных ранних приверженцев теории полой Земли. Он даже пытался отправить экспедицию к Северному полюсу, благодаря усилиям одного из его последователей, Джеймса МакБрайда, но новый президент (1829—1837) США, Эндрю Джексон, остановил эту попытку. Симмс умер в 1829 году; его сын продолжил деятельность отца и выдвинул идею, что внутри Земли проживают десять потерянных колен Израилевых.
Другой последователь, Джеремиа Рейнольдс, также читал лекции о полой Земле и также отстаивал идею экспедиции, но прекратил разговоры об этом после смерти Симмса. Рейнольдс отправился в экспедицию в Антарктику сам, но не смог присоединиться к Великой исследовательской экспедиции США 1838—184(?)гг., при том, что сама поездка была результатом его агитации. Сам он не участвовал потому, что обидел слишком многих в своих призывах к путешествию.
Сам Симмс не написал книги о своих идеях, но это сделали другие. МакБрайд написал «Теорию концентрических сфер Симмса» в 1826 году. Похоже, что у Рейнольдса была статья, вышедшая в 1827 году отдельным буклетом под названием «Заметки о теории Симмса, вышедшей в Ежеквартальном Обозрении». В 1868 году профессор У. Ф. Лайонс опубликовал «Пустой Шар», который развивал теорию, похожую на предположения Симмса, но только без упоминания самого Симмса. Позже сын Симмса, Америкус, опубликовал «Теорию концентрических сфер Симмса», чтобы восстановить справедливость.

### XX век
В начале XX века последователь идеи полой Земли Уильям Рид написал «Фантом полюсов» (1906). Он развивал идею полой Земли, но уже без внутренних сфер или солнц.  В апреле 1908‐го, Рид  провел в Нью-Йорке первое открытое собрание
Ридовского клуба изучения полой Земли.  Его планы предусматривали отправку в Арктику флотилии из трех судов, специально построенной подводной лодки для обследования дна в районе Северного полюса, а также дирижабля для поисков прохода с высоты.
Маршалл Гарднер написал «Путешествие в глубь Земли» в 1913 (дополненное издание вышло в 1920 году). В полой Земле он поместил внутреннее солнце. Он даже построил рабочую модель полой Земли и запатентовал её. Гарднер не упомянул Рида, но о Симмсе всё же обмолвился.
В 1915 году Чарльз Форт приступил к написанию своей второй книги «Y», в которой выдвинул идею комплементарности, согласно которой в мире сосуществуют ортогенетически изолированные, но взаимодополняющие цивилизации. Посланником параллельной цивилизации он считал Каспара Хаузера; добраться до его родины можно через Арктиду, расположенную внутри полой Земли.
В 1924 году вышел фантастический роман Владимира Обручева «Плутония», где в центре полой Земли находилась звезда (Плутон), а внутренняя поверхность Земли была частично населена доисторическими животными и первобытными людьми. Внутреннее пространство Земли имело выход на поверхность через отверстие в Арктике. Однако сам Владимир Обручев относился к гипотезе полой Земли как давно отвергнутой наукой и использовал её в художественном произведении лишь в качестве правдоподобного вымысла, позволяющего перенести в современный мир организмы прежних геологических эпох, познакомить с ними читателей будто бы вживую.
В самом конце Первой мировой войны немецкий лётчик по фамилии Бендер оказался во французском лагере для военнопленных, где случайно обнаружил стопку старых номеров газеты «Шпага огня» (англ. The Flaming Sword), выпускавшейся американским электрофизиком и исследователем алхимической литературы Сайрусом Тидом, который, изучая легенды и мифы, в 1864 году пришёл к выводу о том, что поскольку Земля является сферой, а за пределами горизонта земная поверхность уходит вверх, то это значит, что люди живут в подземном мире, и основал оккультное учение «корешанство» или «корехизм». После возвращения из плена Бендер стал углублённо заниматься корехизмом и внёс свой вклад в разработку гипотезы полой Земли. Он рассматривал планету в качестве большого пузыря, расположенного в скале, где воздушный слой занимает 60 километров. Затем следовала разреженная атмосфера, доходящая до самой сердцевины абсолютной пустоты, где залегла масса округлого «первобытного вещества», вокруг которой обращаются крохотные луна и солнце, а также небольшие светящиеся частицы в виде галактик, звёзд и планет. Смена дня и ночи на вогнутостях происходит, когда солнце заходит за массу. Лунные затмения наступают, когда тень от луны падает на массу. Бендер указывал, что во время этих явлений лучи света расходятся по криволинейной траектории, а инфракрасные распространяются по прямой. В Германии 1930-х годов данные идеи нашли широкий отклик в обществе, поскольку простой бюргер-обыватель был восхищён тем, что живёт в подземном мире, в той же степени, как идеями о постоянной скорости света и о существовании четырёхмерного пространства. Тем не менее судьба Бендера оказалась трагичной. В апреле 1942 года он принял участие в поддержанной высшим руководством Третьего рейха экспедиции на остров Рюген, которую возглавил крупный специалист по инфракрасной технике Гейнц Фишер. Её целью являлась проверка утверждений Бендера, однако попытка при помощи радаров, направленных в небо под углом в 45 градусов, получить фотографию британского флота, расположенного в Скапа-Флоу, закончилась неудачей. Бендер был заключён в концентрационный лагерь, где и скончался.
Вышедшая в свет в 1969 году книга «Полая Земля», якобы написанная «доктором Рэймондом Бернардом», продолжает эту идею. Книга пересказывает идеи Рида и Гарднера, игнорируя при этом Симмса. Бернард предлагает также собственные идеи: НЛО появляются из-под земли, туманность Кольцо доказывает существование полых миров и т. д. Мартин Гарднер в своей статье идентифицировал «Бернарда» как доктора Вальтера Зигмайстера, но полная история с ним не была известна до публикации книги Уолтера Кафтон-Минкеля «Подземные миры: 100 000 лет драконов, гномов, мёртвых, исчезнувших рас и НЛО в недрах Земли» в 1989 году. Сам Бернард исчез в пещерах Южной Америки в 60-х гг., что дало его поклонникам уверенность в том, что ему удалось-таки добраться до подземного мира.
Рэй Палмер, редактор журнала популярной фантастики «Amazing Stories», в 1945—1949 гг. публиковал цикл историй под названием «Тайна Шэйвера» на эту тему. Сами истории подавались как факты в фантастическом обрамлении. Шэйвер утверждал, что ещё в доисторические времена сверхраса построила целую систему подземных сооружений, похожую на гигантский улей. Их дегенерировавшие потомки, называемые «Деро», живут там до сих пор, используют покинутые их предками фантастические машины, чтобы досаждать тем, кто живёт на поверхности. В качестве примера таких издевательств Шэйвер называет «голоса из ниоткуда». Тысячи читателей журнала писали в редакцию письма, в которых подтверждали, что тоже слышали устрашающие голоса из-под земли.
Некоторые авторы также предлагали идеи строительства мегаструктур, имеющие некоторое сходство с полой Землёй — Сфера Дайсона, Глобус Кассус.

### Вогнутые полые миры (теория твёрдой вселенной)
Сайрус Тид, эксцентричный доктор из Нью-Йорка, предложил идею вогнутого мира в 1869 году, назвав свою схему «Сотовой космогонией». Он основал религиозный культ, названный «Корешанский союз» (англ. Koreshan Unity) и базирующийся на его воззрениях (он сам их называл «корешанство», англ. Koreshanity). В 1894 году у него имелось уже 4000 последователей; сейчас не осталось ни одного, хотя основная их колония сохранилась сейчас в виде исторического заповедника в Эстеро, Флорида. Они утверждали, что им удалось экспериментально доказать вогнутость Земли через наблюдения за побережьем Флориды с использованием оборудования, название которого можно приблизительно перевести как «распрямитель» (англ. rectilineator).
Несколько немецких писателей XX века, среди которых Питер Бендер, Йоханнес Ланг, Карл Нойперт и Фриц Браун, публиковали работы в защиту теорий полой Земли (они это называли Hohlweltlehre). Здесь даже утверждалось, хотя и без указания источников, что Гитлер так серьёзно верил в теории вогнутой Земли, что послал экспедицию (завершившуюся неудачно) с заданием шпионить за британским военно-морским флотом посредством наведения камер в небо. Видимость закругленности Земли Бендер, немецкий лётчик, объяснял оптическим обманом.

## Опровержения
«Гипотеза полой Земли» легко опровергается большим количеством независимо полученных научных данных:
- «Гипотеза полой Земли» не согласуется с результатами наблюдений прохождения сейсмических волн через толщу Земли. Продольные волны, возникающие при крупных землетрясениях, проходят в направлении любой из воображаемых хорд, включая диаметр, соединяющих гипоцентр землетрясения и сейсмические станции. Построенные модели распространения сейсмических волн во время крупных землетрясений полностью совпадают с результатами наблюдения. При наличии полости внутри Земли такое было бы невозможно.
- Средняя плотность Земли — отношение полной массы к объёму, ограниченному наружной поверхностью земной коры, составляет 5520 кг/м³, причём плотность непосредственно доступных пород земной коры обычно существенно меньше средней, из чего следует необходимость наличия в недрах планеты достаточного количества вещества, плотность которого превышает среднюю. Эти данные, полученные астрономами (масса Земли, полученная на основании теории движения Луны) и геодезистами (объём Земли), хорошо согласуются с данными, полученными химиками и геологами о химическом составе и плотности земной коры и мантии, а также с теорией железного ядра Земли, подтверждаемой сейсмологическими наблюдениями и наличием земного магнетизма. Если принимать «теорию полой Земли», то следует признать, что вся масса Земли сосредоточена в земной коре и её плотность должна превышать 30 000 кг/м³ — то есть быть больше плотности самых тяжелых химических элементов, существующих в природе.
- Прочность пород земной коры недостаточна для удержания полого свода столь больших размеров.
  - Согласно оценкам, максимальная глубина подземных полостей естественного происхождения может составлять не более 3000 метров: глубже любую полость раздавит вес вышележащих горных пород[7].
  - «Гипотеза полой Земли» противоречит современным научным представлениям о зарождении планет путём сгущения газопылевого облака. На Земле присутствует большое количество химических элементов тяжелее железа, что подтверждает современные гипотезы формирования Земли.
- На сегодняшний день отсутствует научная теория и модель зарождения как полых планет, так и полых планет со звездой внутри.
- «Гипотеза полой Земли» не в состоянии объяснить простейшие наблюдаемые эффекты. Например, движение тектонических плит происходит в результате течения конвективных потоков магмы от горячего ядра планеты к её коре, в «Теории полой Земли» это невозможно, поскольку «внутренняя» кора холоднее магмы и не способна создать конвективных течений.

«Гипотеза полой Земли» предусматривает наличие внутри Земли внутренней звезды, однако это опровергается следующими фактами:
- Для зарождения звезды необходима масса, на несколько порядков превышающая массу Земли и сравнимая с массой Солнца. Самые лёгкие из обнаруженных на сегодня звёзд имеют массу, в сотни раз превышающую массу всей Земли.
- Любая звезда выделяет огромное количество энергии и излучений. Если бы внутри Земли существовала звезда, то в силу её близости к поверхности Земли, влияние её тепловой энергии было бы значительно большим, нежели Солнечной, что привело бы к отсутствию смены времён года.
- Звезда излучает в пространство большое количество вещества (солнечный ветер) и излучений, этих явлений на Земле не фиксируется.
- Характер магнитного поля звёзд радикально отличается от характера магнитного поля планет. У звёзд экватор вращается быстрее полюсов, что приводит к запутыванию линий магнитного поля, большим отклонениям его мощности и амплитуде магнитного поля в конкретный момент времени. Магнитное поле Земли этих эффектов не демонстрирует, таким образом его источником звезда являться не может.
- Наличие внутри Земли большой массы, сопоставимой с её массой, привело бы к взаимному разрушению этих объектов либо разрушению поверхности Земли вследствие воздействия приливных сил. Даже если бы удалось сохранить стабильность такой конфигурации, прецессия Земли и её внутренней звезды создавали бы колоссальные приливные горбы на поверхности Земли, вследствие воздействий близко расположенной большой массы.

Отдельно стоит рассмотреть теорию о так называемых «отверстиях» на полюсах планеты, являющихся проходами во внутреннюю полость Земли:
- Многочисленные экспедиции на полюса не обнаружили этих «отверстий». На географическом Южном полюсе Земли более полувека действует полярная станция Амундсен-Скотт.
- Существование «отверстия» на северном полюсе невозможно по объективным причинам — арктические льды дрейфуют по Северному Ледовитому океану, следовательно, любая полость во льдах являлась бы, в лучшем случае, прорубью в океан.
- Литосферные плиты постоянно дрейфуют по поверхности планеты, следовательно, отверстия дрейфовали бы вместе с ними. К примеру, Антарктида когда-то располагалась на экваторе, о чём свидетельствуют найденные остатки растений, животных и микроорганизмов. Вероятность устойчивого расположения «отверстий» строго на географический полюсах планеты представляется крайне маловероятной.

Даже если бы внутри Земли существовали полости, зарождение цивилизации внутри этих полостей было бы маловероятным по следующей причине. Внутри полой Земли практически отсутствовала бы гравитация. Это впервые было показано Ньютоном, чья теорема оболочки математически предсказала нулевую силу гравитации в любой точке внутри сферически симметричной оболочки сферы. Небольшая сила притяжения возникла бы в силу того факта, что Земля не имеет идеально сферической формы, а также из-за внешних гравитационных сил Луны и Солнца, которые не являются частью оболочки. Возникающая из-за вращения Земли центробежная сила притягивала бы предметы к внутренней поверхности, но даже на экваторе это составляло бы 1/300 часть обычной Земной силы притяжения.

## В искусстве
Предоставляя богатое поле для воображения, теории полой Земли нашли своё отражение в художественной литературе, кино, видеоиграх; часто эта тема встречается в эзотерической литературе. Существует также ряд фильмов околодокументального толка (пропаганда, исследования, «документальные» фильмы о непознанном и т. п.)

### Художественная литература
- 1735 — роман шевалье де Муи «Ламекис».
- 1833 — рассказ Э. А. По «Рукопись, найденная в бутылке».
- 1838 — роман Э. А. По «Повесть о приключениях Артура Гордона Пима».
- 1864 — Жюль Верн написал роман «Путешествие к центру Земли»[5].
- Могущественные подземные расы, обитающие в огромных полостях внутри Земли, встречаются в произведениях Эдгара По (1809—1849), Булвер-Литтона (1803—1873), Сальваторе (род. 1959) и многих других фантастов.
- 1915 — роман «Плутония» русского геолога Владимира Обручева, где один из героев — профессор астрономии Труханов выдвинул концепцию, согласно которой в конце палеозоя и до наступления триасова периода ядро Земли состояло из раскалённых газов, окружено слоем магмы, а затем твёрдой корой. В дальнейшем наступила мировая катастрофа, вызванная падением огромного метеорита диаметром 250 километров, пробившим кору планеты и оставшимся внутри. Вырвавшиеся на поверхность газы освободили пространство, и произошло охлаждение подземной полости. С поверхности, где наступил юрский период, постепенно стала проникать внутрь флора и фауна. Небесный снаряд, именуемый Плутоном, выступает в качестве подземного солнца[5].
- 1918 — в романе Абрахама Меррита «Лунная заводь» описывается цивилизация, обитавшая в глубине Земли.
- 1921 — у Ярослава Гашека в «Похождениях бравого солдата Швейка» упоминается теория, согласно которой «внутри земного шара имеется другой шар, значительно больше наружного» (глава IV, в сумасшедшем доме).
- 1929 — Эдгар Берроуз написал в рамках цикла о Тарзане произведение «Приключения в недрах Земли», описывающее подземный мир Пеллюсидар, населённый доисторическими тварями, где побывал и Тарзан.
- 1940 — повесть американского классика «литературы ужасов» Говарда Лавкрафта «Курган», в которой описывается подземный мир, обнаруженный испанским конкистадором в XVI веке.
- 1964 — под псевдонимом «доктор Реймонд Бернар» (Raymond Bernard) вышла книга «Полая Земля» («The Hollow Earth»), где рассказывается о полярной экспедиции адмирала Ричарда Бэрда на север Аляски («Великий Север»), где он обнаружил подземный вход в обширный подземный район с тропическим климатом[8].
- 1964 — Н. Н. Носов «Незнайка на Луне»: после прилунения Незнайка и Пончик выходят в скафандрах на прогулку к ближайшей горе. В пещере Незнайка попадает в ледяной туннель, ведущий вниз, к внутренней полости Луны, и проваливается туда. Спустившись на парашюте, он обнаруживает на внутреннем ядре Луны цивилизацию таких же коротышек, но живущую по законам капитализма.
- 1969 — в романе братьев Стругацких «Обитаемый остров» жители планеты Саракш верят, что живут на вогнутой поверхности пузыря, заключённого в бесконечную Мировую Твердь. Эта теория преобладает по причине свойств атмосферы Саракша: сложной рефракции, из-за которой горизонт «уходит вверх», и высокой плотности, из-за которой не видно звёзд. На самом деле Саракш является обычной планетой земного типа.
- 1979 — рассказ Фреда Саберхагена «На радианте тамплиеров»[9] описывает рукотворную планету вокруг светящегося объекта, «радианта», с отрицательной гравитацией.
- 1982 — в повести Кира Булычёва «Лиловый шар» из цикла об Алисе Селезнёвой искусственная планета Бродяга представляет собой полую сферу с гравитацией, направленной наружу. Атмосфера и вся жизнь на планете находится внутри, за металлической оболочкой поверхности. Бродяга летит по орбите с периодом обращения 26 тыс. лет и служит своим обитателям как звёздный ковчег.
- 1986 — в повести Виктора Жилина «День свершений» за двести лет до описываемых событий правители некоей маленькой страны при помощи серии ядерных взрывов сворачивают пространство, включающее территорию страны, в гигантскую сферу, наблюдаемую снаружи как сингулярная точка. К моменту действия повести внутри сферы успели развиться новые культура и религия, активно сопротивляющиеся попыткам заброшенной внутрь с Большой Земли спасательной команды запустить обратный процесс, развернуть сферу и вернуть её содержимое в обычное пространство.
- 1998 — в серии повестей Николая Басова «Мир вечного полдня» некие силы поместили внутрь огромной сферы населённые участки разных планет, в том числе советский райцентр.
- 2006 — Войцеховский А. И., «Тайны подземного мира». (Загадки истории). Сборник, впитавший в себя значительное количество материала по теме Полой Земли. Представлены всевозможные иллюстрации, а также список источников.

### Кинематограф
- Многочисленные экранизации романа Жюля Верна «Путешествие к центру Земли» (1907, 1910, 1959, 1967, 1976, 1977, 1993, 1996, 1999, 2001, 2008 гг.).
- «Необыкновенное путешествие к центру Земли», британский фантастический фильм 1976 года с Дагом Макклюром и Питером Кашингом в главных ролях, снят по мотивам рассказов Э. Р. Берроуза о Пеллюсидаре.
- Идея существования гигантских полостей внутри земного шара обыгрывается в фильме «Земное ядро: Бросок в преисподнюю» (2003).
- В 2009 году вышел мультфильм Ледниковый период 3: Эра динозавров, в котором главным местом действия является подземный тропический мир динозавров.
- В 2011 году снят сериал «Древние пришельцы», критиковавшийся за псевдонаучные идеи[10][11][12], в котором затрагивались вопросы теории полой Земли[13].
- В научно-фантастическом сериале «Убежище» (2008—2011). Один из сезонов посвящен теме полой Земли.
- В 2011 году вышел мультфильм «Ловцы забытых голосов», действие которого происходит в подземном мире Агарта.
- В фантастической комедии-фарсе «Звёздный ворс» (2011) профессор Чащарский разработал теорию «твёрдой Вселенной»: жители Земли живут на внутренней стороне некой полости, а до других планет — таких же полостей — возможно добраться, прорыв тоннель в поверхности. Теория была доказана в ходе межпланетной экспедиции на роющем космическом корабле «Скарабей».
- По сюжету фильма «Конг: Остров черепа» подтверждается гипотеза полой Земли. Именно из «внутренней поверхности» приходят черепозавры.
- В фильме «Железное небо: Грядущая раса» (2019) часть действия происходит внутри полой Земли.
- В фильме «Годзилла против Конга» (2021) часть действия происходит внутри полой Земли.

### Музыка
- Музыкальная метал-группа The Hollow Earth Theory, выпустившая в 2008 году альбом «Rise Of Agartha».